# División Protectora de Quito
La División Protectora de Quito, denominada en ocasiones como Junta Protectora de Quito o como Ejército de Guayaquil, fue el ejército formado tras la independencia de Guayaquil y el estallido de la guerra de independencia del actual Ecuador, que más tarde comprendería la denominada «Campaña del Sur» de la guerra contra el imperio español por parte de las fuerzas lideradas por Simón Bolívar. La misión fundamental de la División fue la de asegurar la independencia de la provincia guayaquileña y lograr la emancipación de los demás pueblos de la antigua Real Audiencia de Quito.
La mayor parte de la División Protectora de Quito fue disuelta en 1822 después de la batalla de Pichincha y la posesión de la Provincia Libre de Guayaquil por parte de Bolívar, antes de su posterior anexión a la Gran Colombia.

## Historia

### Creación
Desde el 1 de octubre de 1820, en una reunión denominada Fragua de Vulcano de voluntarios adeptos a la independencia, inició el movimiento emancipador de la ciudad de Guayaquil, la cual declaró su independencia días después, el 9 de octubre. Tras la redacción del acta de independencia, se organizó una junta de gobierno de manera provisional liderada por un triunvirato en donde su mayor figura fue el doctor don José Joaquín de Olmedo.
En los días posteriores, las demás localidades de la provincia empezaron a plegarse a favor de la independencia y se creó finalmente un Estado denominado Provincia Libre de Guayaquil. El nuevo Estado necesitaba todavía llevar la emancipación a los demás poblados menores en las periferias, así como prevenir futuros ataques realistas, y lograr que las otras dos ciudades importantes de la antigua Real Audiencia: Quito y Cuenca; logren también independizarse de la Corona española.
Los cuarteles militares liderados por patriotas se fusionaron en un nuevo ejército, por orden de la Junta Provisoria de Gobierno, y se creó la División Protectora de Quito.

### Primeras batallas
La División Protectora, formada principalmente por las tropas de los batallones Daule y Yaguachi, se dirigió inicialmente rumbo a la localidad de Babahoyo el 7 de noviembre de 1820, desde la cual dirigirían la defensa contra el ejército realista que se agrupaba en la ciudad de Guaranda. Los guayaquileños se adentraron en el callejón interandino con rumbo a Guaranda, sin embargo, fueron alertados de una emboscada que se preparaba contra ellos en el sector denominado Camino Real. El 9 de noviembre, alertados de la emboscada, las fuerzas guayaquileñas sorprenden a las tropas realistas desatándose la batalla de Camino Real, que tuvo como desenlace la victoria de la División Protectora de Quito.
Con la retirada de los realistas con rumbo norte, la División siguió su persecución con el ánimo de tomar Quito. Sin embargo, cerca de la ciudad de Ambato, el 22 de noviembre se produjo la Primera Batalla de Huachi, en la cual, a pesar de contar con superioridad numérica, las fuerzas guayaquileñas sufren una derrota importante, produciendo varias bajas, debido a mejor caballería realista, terreno no favorable para la División y traición por parte de algunos de sus propios elementos.
Con la derrota en Huachi, la División Protectora es obligada a retroceder hasta el litoral, lo que da avance a los realistas para retomar Cuenca. El ejército guayaquileño se atrincheró en la provincia en espera de un ataque realista.

### Campaña del sur colombiano
En febrero de 1821 Guayaquil ya había recibido refuerzos, armas y provisiones de parte de Bolívar, quien para entonces era Presidente de la República de Colombia, coadyuvado desde Santafé por el vicepresidente Francisco de Paula Santander. En mayo del mismo año, el general de brigada Antonio José de Sucre, Comandante en jefe de la División Sur del ejército colombiano y el subordinado de mayor confianza de Bolívar, arribó a Guayaquil. El debía asumir la dirección del ejército patriota, y empezar las operaciones con miras a la liberación de la ciudad de Quito y todo el territorio de la Real Audiencia de Quito. El objetivo político de Bolívar era incorporar todas las provincias de la Real Audiencia, incluyendo Guayaquil, a Colombia. Guayaquil, por su parte, no había decidido si incorporarse a Perú o Colombia, y muchos de sus ciudadanos querían establecer su propia República. El avance de Sucre a través de los Andes empezó en julio de 1821. Al igual que en la primera campaña, tras tener algunos éxitos iniciales, Sucre fue vencido por el ejército Realista el 12 de septiembre, coincidentemente en el mismo lugar donde ocurrió la anterior Batalla de Huachi. Esta segunda campaña terminó con un armisticio entre los independentistas y los realistas el 18 de noviembre de 1821.

### Anexión a Colombia y extinción de la División Protectora
El 24 de mayo de 1822 Sucre entró con su ejército en la ciudad de Quito, donde aceptó la rendición de todas las tropas españolas establecidas en el territorio que el gobierno de Colombia llamaba "Departamento de Quito", al considerarlo como parte integral de la República de Colombia desde su creación el 17 de diciembre de 1819. Asimismo, cuando Sucre recapturó Cuenca el 21 de febrero, obtuvo de su Consejo local un decreto en el cual se proclamaba la integración de su ciudad y provincia a la República de Colombia. José de San Martín envío la Expedición Auxiliar de Santa Cruz a Quito en apoyo de la independencia. Entonces, con la rendición de Quito, que a su vez puso fin a la resistencia Realista en la provincia norteña de Pasto, Bolívar pudo entrar en la ciudad, como finalmente lo hizo el 16 de junio de 1822. Entre el entusiasmo general de la población, la antigua Provincia de Quito fue incorporada a la República de Colombia. 
Por su parte Guayaquil, que aún no decidía su futuro, con la presencia tanto de Bolívar como del victorioso ejército Grancolombiano en su territorio, proclamó forzosamente bajo presión la incorporación de Guayaquil a la Gran Colombia el 13 de julio de 1822. Con lo cual, también se ordenó la disolución por completo de la División Protectora de Quito.